# Príncipe Negro (escola de samba)
O Grêmio Recreativo Cultural Escola de Samba Príncipe Negro de Cidade Tiradentes é uma escola de samba da cidade de São Paulo. Foi fundada em 23 de fevereiro de 1964 na residência do Sr. Deusdedeth Galvão na Vila Prudente, apresentou-se pela primeira vez no Carnaval de 1965 na Lapa. Em 1966 concorreu no Grupo 2 onde foi por duas vezes vice-campeã.

## História
O Grêmio Recreativo Cultural Escola de Samba Príncipe Negro de Cidade Tiradentes é uma das agremiações mais tradicionais do carnaval paulistano. Foi fundada em 23 de fevereiro de 1964 na residência do Sr. Deusdedeth Galvão na Vila Prudente, mas o bairro de classe média, não enxergava o trabalho da escola e muitas vezes até reclamavam, e com isso a escola foi perdendo seus componentes. 
A escola de samba desfilou no Grupo Especial, na época, o Grupo 1 em duas ocasiões. A primeira foi em 1980, quando a escola foi campeã no Grupo 2 (hoje Acesso) em 1979, e a segunda em 1982, quando a escola, que havia sido rebaixada em 1980, foi vice campeã em 1981, voltando para o Grupo Especial.
Em 1996 Rossimara Vieira Isaias, mais conhecida como Inhana, (atual presidente da escola), junto com sua família e alguns moradores da Vila prudente, migraram para a Cidade Tiradentes, bairro de classe baixa na periferia da zona leste, no qual a escola foi estabelecida.
A Príncipe Negro foi acolhida pela grande quantidade de sambista já existentes e com a ajuda dos morados, tornou-se a primeira escola constituída oficialmente, documentada dentro do Carnaval de São Paulo no bairro de Cidade Tiradentes.
A escola teve muitas dificuldades a superar, como provar que o samba que cantam tem qualidade e o que produzem é arte. Por isto primeiramente, a maior foco era o Carnaval, fazer com que a sociedade valorizasse a forma que expressam sua cultura, mas, isso estava limitado apenas ao início. Atualmente a Príncipe Negro tem a visão mais ampla sobre as ferramentas que possui em mãos para levar Cultura a sociedade, a preocupação é direcionada também ao trabalho social com a comunidade. A escola de samba Príncipe Negro, foi reconhecida por seus méritos e por este motivo, hoje esta sendo filiada à UESP, ela é regularizada dentro do Carnaval de São Paulo, portanto, sendo assim tem direito a receber o subsídio da Prefeitura Municipal para compra de material. Mas, grande parte da renda da confecção do Carnaval eles obtêm através da solidariedade dos componentes.

## Segmentos

### Presidentes
| Nome                                     | Mandato         | Ref.  |
| ---------------------------------------- | --------------- | ----- |
| Rossimara Vieira Isaias "Inhana"         | ?-2014          | [ 3 ] |
| Gleice Kathleeen Aparecida Vieira Isaías | 2015-atualidade | [ 4 ] |

### Diretores
| Ano  | Diretor de Carnaval | Diretor geral de harmonia | Mestre de bateria   | Ref.  |
| ---- | ------------------- | ------------------------- | ------------------- | ----- |
| 2015 | Inhana              | Neia                      | Comissão de bateria | [ 4 ] |
| 2016 | Gleicy              | Neia                      | Denis               |       |
| 2017 | Gleicy              | Gizelle                   | Fabio               |       |
| 2018 | Gleicy              | Romao                     | Romao Cesar e Fabio |       |

### Casal de Mestre-sala e Porta-bandeira
| Ano       | Nome                           | Ref.  |
| --------- | ------------------------------ | ----- |
| 2013      | Marlon Lamar e Jessika Barbosa |       |
| 2014-2015 | Edmilson Dias e Cida           | [ 4 ] |
| 2018      | Guilherme Alves e Cida         |       |

### Rainhas de Bateria
| Anos | Rainha de bateria        | Ref. |
| ---- | ------------------------ | ---- |
| 2017 | Vania, Angela e Domenica |      |

## Carnavais
| Príncipe Negro de Cidade Tiradentes | Príncipe Negro de Cidade Tiradentes                                                                                    | Príncipe Negro de Cidade Tiradentes                                                                                    | Príncipe Negro de Cidade Tiradentes | Príncipe Negro de Cidade Tiradentes                                                                                    | Príncipe Negro de Cidade Tiradentes |
| Ano                                 | Colocação | Grupo | Enredo | Carnavalesco | Ref                                 |
| ----------------------------------- | --- | --- | --- | --- | ----------------------------------- |
| 1968                                | 6º lugar | 3 | Navio Negreiro | |                                     |
| 1969                                | Vice-Campeã | 3 | As Flores não falam | |                                     |
| 1970                                | Vice-Campeã | 2 | Salve meu Brasil | |                                     |
| 1971                                | Vice-Campeã | 2 | Coisas lindas do meu país | |                                     |
| 1972                                | Desclassificada | 2 | Cem anos de poesia | |                                     |
| 1973                                | Vice-Campeã | 3 | País das Cores | |                                     |
| 1974                                | 5º lugar | 2 | Brasil,ontem, hoje e sempre | |                                     |
| 1975                                | Vice-Campeã | 2 | Epopeia Negra | |                                     |
| 1976                                | 10º lugar | 1 | Tributo a Gonçalves Dias | |                                     |
| 1977                                | 5º lugar | 2 | Tobias de Aguiar | |                                     |
| 1978                                | 3º lugar | 2 | Apoteose do Samba | |                                     |
| 1979                                | Campeã | 2 | O Ajuricaba filho da Amazônia | |                                     |
| 1980                                | 11º lugar | 1 | Cultura,divindades e tradições de um povo | |                                     |
| 1981                                | Vice-Campeã | 2 | Hoje tem feijoada | |                                     |
| 1982                                | 10º Lugar | 1 | Maravilhosa cidade | |                                     |
| 1983                                | Não Desfilou | Não Desfilou | Não Desfilou | Não Desfilou |                                     |
| 1984                                | 9º lugar | Grupo de Seleção | O Esplendor de Ouro Preto | |                                     |
| 1985                                | 8º lugar | Grupo de Seleção | Pernambuco | |                                     |
| 1986                                | 9º lugar | Grupo de Seleção | O Menino Maluquinho | |                                     |
| 1987                                | 8º lugar | Grupo de Seleção | Rio Amazonas | |                                     |
| 1988                                | 5º lugar | 3-UESP | Exaltação à Zumbi | |                                     |
| 1989                                | Vice-campeã | 3-UESP | Rainha Negra | |                                     |
| 1990                                | 9º lugar | 2-UESP | Quem Não Tem Balangandãs, Não Vai ao Bonfim | |                                     |
| 1991                                | 8º lugar | 3-UESP | Mistura de Raças | |                                     |
| 1992                                | 12º lugar | Seleção-B | O Verde é a Vida | |                                     |
| 1993                                | 6º lugar | Seleção-B | História de Um Nêgo Véio | |                                     |
| 1994                                | 7º lugar | Seleção-A | As Raízes Culturais | |                                     |
| 1995                                | 4º lugar | Seleção-A | As Belezas dos Mais Famosos Orixás | |                                     |
| 1996                                | Campeã | Seleção-A | As Principais Danças do Folclore Brasileiro | |                                     |
| 1997                                | 3º lugar | 3-UESP | Kizomba | |                                     |
| 1998                                | Vice-campeã | 3-UESP | Festas Populares | |                                     |
| 1999                                | Vice-campeã | 3-UESP | As Três Raças Que Deram Origem ao Povo Brasileiro | |                                     |
| 2000                                | Vice-campeã | 3-UESP | Brasil dos Orixás - 500 Anos de Axé | |                                     |
| 2001                                | 9º lugar | 2-UESP | Signos, As Constelações do Zodiaco | Julieta da Silva Vieira                                                                                                |                                     |
| 2002                                | 7º lugar | 2-UESP | Carnaval - A Magia Que Contagia o Povo Brasileiro | Julieta da Silva Vieira                                                                                                |                                     |
| 2003                                | Campeã | 3-UESP | A Receita da Sorte e Proteção | Julieta da Silva Vieira                                                                                                |                                     |
| 2004                                | 8º lugar | 2-UESP | Sampa Turismo Divirta-se. Uma Visão Turística de São Paulo                                                                                              | |                                     |
| 2005                                | 3º lugar | 2-UESP | Lenda Africana: Contos e Encantos de Oyá | Julieta da Silva Vieira                                                                                                |                                     |
| 2006                                | 10º lugar | 1-UESP | Circuito da Folia, Carnaval no Nordeste | Julieta da Silva Vieira                                                                                                |                                     |
| 2007                                | 6º lugar | 2-UESP | O Príncipe da Corte dos Orixás | Julieta da Silva Vieira                                                                                                |                                     |
| 2008                                | 4º lugar | 2-UESP | 120 Anos da Abolição da Escravatura | Julieta |                                     |
| 2009                                | 9º lugar | 1-UESP | Obará, Oxé, Iká –Ori Ilê-Axé | Julieta |                                     |
| 2010                                | 11º lugar | 1-UESP | Príncipe Negro, Exalta as Festas e Faz a Festa | Julieta |                                     |
| 2011                                | 9º lugar | 2-UESP | Festival folclórico de Parintins | |                                     |
| 2012                                | 9º lugar | 2-UESP | Príncipe Negro na festa do Halloween | Julieta da Silva Vieira                                                                                                |                                     |
| 2013                                | 9º Lugar | 2-UESP | Príncipe Negro exalta as nações do Candomblé! | |                                     |
| 2014                                | 5º lugar | 2-UESP | Lenda Afro-Indigena – Maculele Karingana Ua Karingana Compositores:Vladimir "Santista", André Ricardo, Dema, Afonsinho Bv, Minuetto e Marcelo Tamborim. | Julieta da Silva Vieira                                                                                                | [ 5 ] [ 3 ]                         |
| 2015                                | 12º lugar | 2-UESP | Jureme, Jurema Compositores:André Ricardo, Vladimir, Afonsinho BV, Minuetto e Febem da Cuíca                                                            | Afonsinho BV | [ 4 ]                               |
| 2016                                | 8º lugar | 3-UESP | Tradições Nordestinas Compositores:Vladimir, André Ricardo e Dema                                                                                       | | [ 6 ] [ 7 ]                         |
| 2017                                | 4º lugar | 3-UESP | Respeitável Público - Do olhar do Príncipe Negro a grande magia do circo                                                                                | Julieta Silva |                                     |
| 2018                                | 9° Lugar | 3-UESP | Negra Mulher – Princípe Negro exalta a raiz ancestral guerreira                                                                                         | Vinny Bichara | [ 8 ]                               |
| 2019                                | 10° Lugar | 3-UESP | De Canudos para o Mundo. Entre Becos e Vielas meu Nome é Favela                                                                                         | Vinny Bichara | [ 9 ]                               |
| 2020                                | 9º Lugar | Acesso 1 de Bairros | Alawo Ewe Ni Aye o verde é vida, Príncipe Negro um canto à ecologia                                                                                     | Filipi Dellatorre | [ 10 ]                              |
| 2021                                | Inicialmente adiados para o mês de julho, os desfiles do Carnaval 2021 foram cancelados devido a pandemia de Covid-19. | Inicialmente adiados para o mês de julho, os desfiles do Carnaval 2021 foram cancelados devido a pandemia de Covid-19. | Inicialmente adiados para o mês de julho, os desfiles do Carnaval 2021 foram cancelados devido a pandemia de Covid-19.                                  | Inicialmente adiados para o mês de julho, os desfiles do Carnaval 2021 foram cancelados devido a pandemia de Covid-19. | [ 11 ]                              |
| 2022                                | 9º Lugar | Acesso 1 de Bairros | Carnaval! Samba é resistência | | [ 12 ]                              |
| 2023                                | 4º Lugar | Acesso 1 de Bairros | | | [ 13 ]                              |
| 2024                                | 12º Lugar | Acesso 1 de Bairros | Príncipe Negro comemora 60 anos de história de no Carnaval de São Paulo                                                                                 | | [ 14 ]                              |